# Sinanju

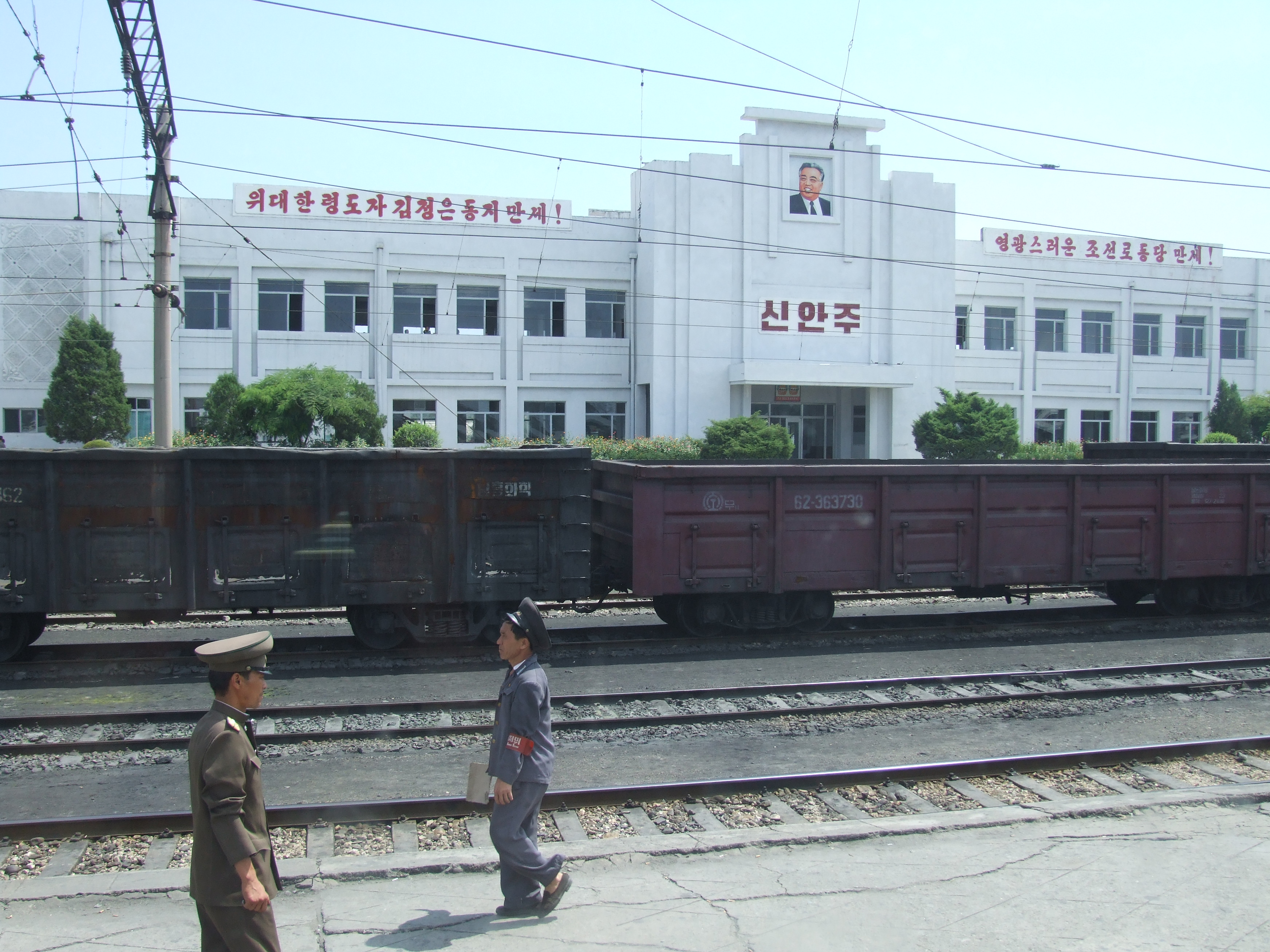

Sinanju é o nome de uma região (신안주) na cidade de Anju, província de Pyongan do Sul, Coreia do Norte . O nome significa literalmente "Nova Aldeia Confortável". Quando o condado de Anju foi elevado ao status de cidade em agosto de 1987, o distrito dos trabalhadores de Sinanju foi dividido em Sinwon-dong, Wonhung-dong e Yokchon-dong.

## História
Em 9 de maio de 1951, a Força Aérea dos EUA conduziu o ataque aéreo mais massivo da Guerra da Coréia até hoje - pelo menos 300 aviões convergiram para uma cidade no rio Yalu.  
As pontes e ferrovias de Sinanju foram bombardeadas pela Força Aérea dos Estados Unidos durante a Guerra da Coréia para interromper o transporte de suprimentos para a Coréia do Norte. Durante o segundo inverno coreano, ferrovias e pontes que ligavam Sinanju a Chongju foram bombardeadas pelos Estados Unidos em 25 de janeiro de 1952, mas foram consertadas cinco dias depois. Durante a última semana de março de 1952, as forças dos EUA começaram a usar Superfortalezas B-29 até abril para destruir pontes entre Sinanju e Pyongyang.
Durante o terceiro inverno coreano da guerra, a USAF alvejou cinco pontes ferroviárias sobre o estuário de Chongchon perto de Sinanju em janeiro de 1953. Os trens deveriam atracar em pátios de triagem lá. Os bombardeiros aliados os destruíram à noite, mas isso só interrompeu o transporte inimigo temporariamente. Conseqüentemente, na primavera de 1953, as tropas comunistas tiveram mais dificuldade em transportar tropas e suprimentos devido à intervenção implacável dos aliados.
De acordo com uma avaliação de bombas conduzida pela Força Aérea dos EUA, ao longo da Guerra da Coréia, 100 por cento de Sinanju foi destruído pelo bombardeio dos EUA; quatro outras cidades norte-coreanas foram pelo menos 90 por cento destruídas.
- Musan - 5%
- Najin (Rashin) - 5%
- Unggi (Condado de Sonbong) - 5%
- Anju - 15%
- Sinuiju - 50%
- Songjin (Kimchaek) - 50%
- Chongju (Chŏngju) - 60%
- Kanggye - 60% (reduzido da estimativa anterior de 75%)
- Haeju - 75%
- Pyongyang - 75%
- Kyomipo (Songnim) - 80%
- Hamhung (Hamhŭng) - 80%
- Chinnampo (Namp'o) - 80%
- Wonsan (Wŏnsan) - 80%
- Hungnam (Hŭngnam) - 85%
- Sunan (Sunan-guyok) - 90%
- Sariwon (Sariwŏn) - 95%
- Hwangju (condado de Hwangju) - 97%
- Kunu-ri (Kunu-dong)- 100%
- Sinanju - 100%